# Phyllis Piddington
Phyllis Piddington fue una escritora australiana, nacida en Melbourne el 9 de octubre de 1910 y fallecida el 8 de julio de 2001. 
Es recordada sobre todo por su novela infantil titulada «Southern Rainbow» que fue adaptada a una serie de dibujos animados japoneses. Phyllis Piddington era la mayor de las dos hijas de William James, un óptico establecido en Melbourne, y Lilian Ethel Aird. Miembros de la iglesia congrecionalista los padres enviaron a sus hijas de una pequeña escuela de la iglesia.